# Strijkkwartet nr. 15 (Holmboe)
Vagn Holmboe voltooide zijn Strijkkwartet nr. 15 in 1978. Het is een van de meer dan twintig strijkkwartetten die Holmboe zou schrijven.
Holmboe kwam al relatief snel met alweer een strijkkwartet nadat hij de nummers 13 en 14 vlak achter elkaar had geschreven in 1975. Strijkkwartet nummer 15 is relatief kort werk met haar zeventien minuten lengte. Holmboe componeerde het in de klassieke vierdelige opzet. Deel 1, het vlotte Poco allegro laat de twee basismotieven horen, welke de componist in metamorfoses steeds laat terugkomen. Een van die metamorfoses ligt in de snelheid waarmee het gespeeld moet worden; eerst als zestiende noot, daarna als achtste noot (2x zo langzaam). Deel 2 Allegro molto is het snelle deel en wordt ook wel aangeduid als het scherzo; alle strijkinstrumenten spelen hier en sourdine. Deel 3, Funèbre is een trage begrafenismars met grote gebaren; na een breuk overgaand in een vloeiend lopend vaarwel, aldus Dacapo Records. Deel 4, begint met een langzame introductie (Poco adagio), dat accelereert naar een snel tempo (Allegro con brio). Het sluit af met een coda, waarin de componist terugkijkt op het gehele werk. Het sluit af op C majeur. 
Het werk is opgedragen aan Traute Sønderholm (van de Vereniging Denemarken-IJsland, dat culturele evenementen organiseert) en Erik Sønderholm. Het werd voor het eerst uitgevoerd op 8 juni 1978, niet zoals gebruikelijk bij Holmboe’s werken in Denemarken, maar tijdens een concert in Reykjavik, IJsland.
Strijkkwartet nr. 1 · Strijkkwartet nr. 2 · Strijkkwartet nr. 3 · Strijkkwartet nr. 4 · Strijkkwartet nr. 5 · Strijkkwartet nr. 6 · Strijkkwartet nr. 7 · Strijkkwartet nr. 8 · Strijkkwartet nr. 9 · Strijkkwartet nr. 10 · Strijkkwartet nr. 11 · Strijkkwartet nr. 12 · Strijkkwartet nr. 13 · Strijkkwartet nr. 14 · Strijkkwartet nr. 15 · Strijkkwartet nr. 16 · Strijkkwartet nr. 17 · Strijkkwartet nr. 18 · Strijkkwartet nr. 19 · Strijkkwartet nr. 20
Ongenummerd: Sværm · Quartetto sereno